# Vorläufer des Österreichischen Cartellverbandes
Der Österreichische Cartellverband (ÖCV) hatte zwei historische Vorläufer, die versuchten, die katholischen Studentenverbindungen in Österreich (seinerzeit Die im Reichsrat vertretenen Königreiche und Länder oder Cisleithanien, also die österreichische Reichshälfte von Österreich-Ungarn) analog zum deutschen Cartellverband zu vereinen. Sie werden dementsprechend geschichtlich 1. ÖCV und 2. ÖCV genannt, der jetzige in solchem Zusammenhang als 3. ÖCV bezeichnet.

## Hintergrund
Der Cartellverband der katholischen deutschen Studentenverbindungen (CV) umfasste ursprünglich auch die österreichischen katholischen Hochschulverbindungen, als deren älteste die 1864 gegründete AV Austria Innsbruck. Doch in ihm galt zunächst das sogenannte Singularitätsprinzip, wonach nur eine Verbindung pro Hochschule im CV existieren sollte, um den Anspruch als Kartell zu unterstreichen. Die großen Zahlen von katholischen Studierenden führten dazu, dass sich trotzdem weitere katholische Verbindungen an den Hochschulorten gründeten. Die neu gegründeten farbentragenden Verbindungen hatten daher keine Möglichkeit, sich dem CV anzuschließen, aber auch nicht den nichtfarbentragenden Vereinen des Kartellverbandes (KV) und Unitas-Verbandes (UV) anzuschließen. Daher wurden verschiedene Paralleldachverbände mit ähnlichen Prinzipien für die „überzähligen“ Verbindungen gegründet, beispielsweise der Katholische Deutsche Verband farbentragender Studentenkorporationen (KDV).

## 1. ÖCV
Austria Wien, die älteste katholische Hochschulverbindung in Wien, wurde 1876 als Akademischer Lesezirkel gegründet. Ein Teil Mitglieder spaltete sich 1883 ab und gründete stattdessen die farbentragende Verbindung Norica Wien; diese trat auch bald dem CV bei. Als sich Austria bis 1889 selbst zu einer farbentragenden Verbindung gewandelt hatte, war ihr dies durch das Singularitätsprinzip verwehrt. Daher strebte sie danach, in einer „österreichischen Lösung“ die Verbindungen auf dem Gebiet der damaligen Donaumonarchie zu vereinen. Norica und Austria Innsbruck waren dafür aber nicht zu gewinnen, da sie im CV bleiben wollten.
Analog zur Gründung des CV, der mit dem Cartellverhältnis von Aenania München mit Winfridia Breslau im Jahre 1856 seinen Anfang nahm, ging Austria Wien mit der Ferdinandea Prag im Jahre 1889 ein ähnliches Abkommen ein und begründete damit den Österreichischer Cartellverband (ÖCV) genannten Bund, der in die spätere Geschichtsschreibung als 1. ÖCV einging. Versuche, die 1888 gegründete Carolina Graz zu gewinnen, scheiterten – die Carolina zog es vor, dem CV beizutreten. 1891 stieß KaV Unitas Czernowitz (heute KDStV Frankonia-Czernowitz im CV zu Erlangen) zum 1. ÖCV dazu.
Dem 1. ÖCV war keine lange Existenz beschieden, denn im Jahr 1896 sistierte Unitas, und Ferdinandea trat 1896 ebenfalls dem CV bei. Damit waren die Versuche, einen katholisch-österreichischen Verband zu gründen, aber noch nicht eingestellt.

## 2. ÖCV
Austria Wien blieb vorerst bei der Linie, einen österreichischen Verband gründen zu wollen, und untermauerte dies durch die Gründung von Tochterverbindungen. Am 9. Dezember 1898 wurde der Entschluss gefasst, mit der im selben Jahr gegründeten Tochter Rudolfina Wien und der Tirolia Innsbruck, den 2. ÖCV auf Basis der Statuten des ersten zu gründen. Ein Jahr später, am 2. Dezember 1899, wurde die Gründung des Verbandes auf dem zu diesem Zwecke einberufenen „Kaiserkommers“ verkündet. Die behördliche Genehmigung wurde jedoch wegen Verzögerungen erst wiederum genau ein Jahr später erteilt, weshalb auch die 1900 gegründeten Töchter Austrias, Nordgau Wien und Kürnberg Wien, nunmehr sofortige Mitglieder des 2. ÖCV waren.
In der Zwischenzeit (1899) war allerdings das Singularitätsprinzip aufgehoben worden, was dazu führte, dass sich die „Paralleldachverbände“ wie der KDV nach und nach ebenfalls dem „großen“ CV anschlossen. Damit sank die Attraktivität des 2. ÖCV für neu gegründete Verbindungen. 1901 trat zwar die soeben gegründete Leopoldina Innsbruck bei, doch schloss sich diese bereits 1903 stattdessen ebenfalls dem CV an.
Die zunehmenden Verschärfungen mit der national gesinnten Studentenschaft (Akademischer Kulturkampf) ließen einen stärkeren Zusammenhalt der katholischen Verbindungen wünschen, weshalb die Austria Wien den Wunsch nach einem eigenständigen Weg aufgab. 1906 wurde der kollektive Beitritt des 2. ÖCV in den CV beschlossen, mit Ausnahme der Tirolia, deren Weg stattdessen in den KV führte. Im April 1907 wurde die Vereinigung in einer mehrtägigen Feier besiegelt, unter teils gewaltsamen Protesten von deutschnationalen Studenten. Das war das vorläufige Ende eines eigenständigen österreichischen Weges.

## 3. ÖCV
Hauptartikel: Österreichischer Cartellverband
1933 machte die Machtübernahme Hitlers und die Gleichschaltung des CV die Trennung von den deutschen Verbindungen notwendig. Am 10. Juli 1933 traten dann auch alle österreichischen Verbindungen aus dem CV aus und gründeten den heute noch bestehenden 3. ÖCV. Die Initiative ging diesmal von Mitgliedern der Norica Wien aus; diese stellte auch den ersten Verbandsvorstand (Vorort).
Aus demselben Grund spaltete sich der ÖKV vom KV ab. Außerdem trat Vindelicia Innsbruck aus dem Ring Katholischer Deutscher Burschenschaften (RKDB) aus und trat als erste Verbindung dem neuen ÖCV bei.